# Francisco Gento
Francisco Gento López (Guarnizo, Španjolska, 21. listopada 1933. – Madrid, 18. siječnja 2022.) bio je španjolski umirovljeni nogometaš i nogometni trener.

## Karijera
Gento je za Racing Santander debitirao 1952.
Već sljedeće godine potpisuje ugovor s madridskim Realom i postaje legendom tog kluba. Kroz cijelu svoju karijeru za Real on je nosio broj 11. Bio je odličan veznjak koji je igrao na poziciji lijevog krila, a bio je poznat po svojoj iznimnoj brzini. Naime, mogao je 100 metara pretrčati u 11 sekundi, a ništa sporiji nije bio s loptom. Bio je kapetan Realove legendarne postave nazvane Ye-yé. Gento je s Realom čak šest puta osvajao Kup prvaka Europe. U Europskim kupovima igrao je 89 utakmica i postignuo 30 golova. On je, zajedno s Paolom Maldinijem, jedini igrač koji je igrao u osam finala LP. Za španjolsku reprezentaciju nastupio je 43 puta i postigao 5 pogodaka.
Nakon što je se umirovio on je počeo trenirati, a to su uglavnom bili niželigaški klubovi. 

## Počasti
Sve s Real Madridom
- La Liga (12): 1954., 1955., 1957., 1958., 1961., 1962., 1963., 1964., 1965., 1967., 1968., 1969.
- Kup kralja (2): 1962., 1970
- Kup prvaka Europe (6): 1956., 1957., 1958., 1959., 1960., 1966.
- Interkontinentalni kup (1): 1960.
- Latinski kup (2): 1955., 1957.

## Vanjske poveznice
- BDFutbol profile
- National team data
- NationalFootballTeams data
- Biography at Real Madrid Fans
- Real Madrid profile
- International Appearances and Goals
- Goals in European Cups